# Amalrikaner

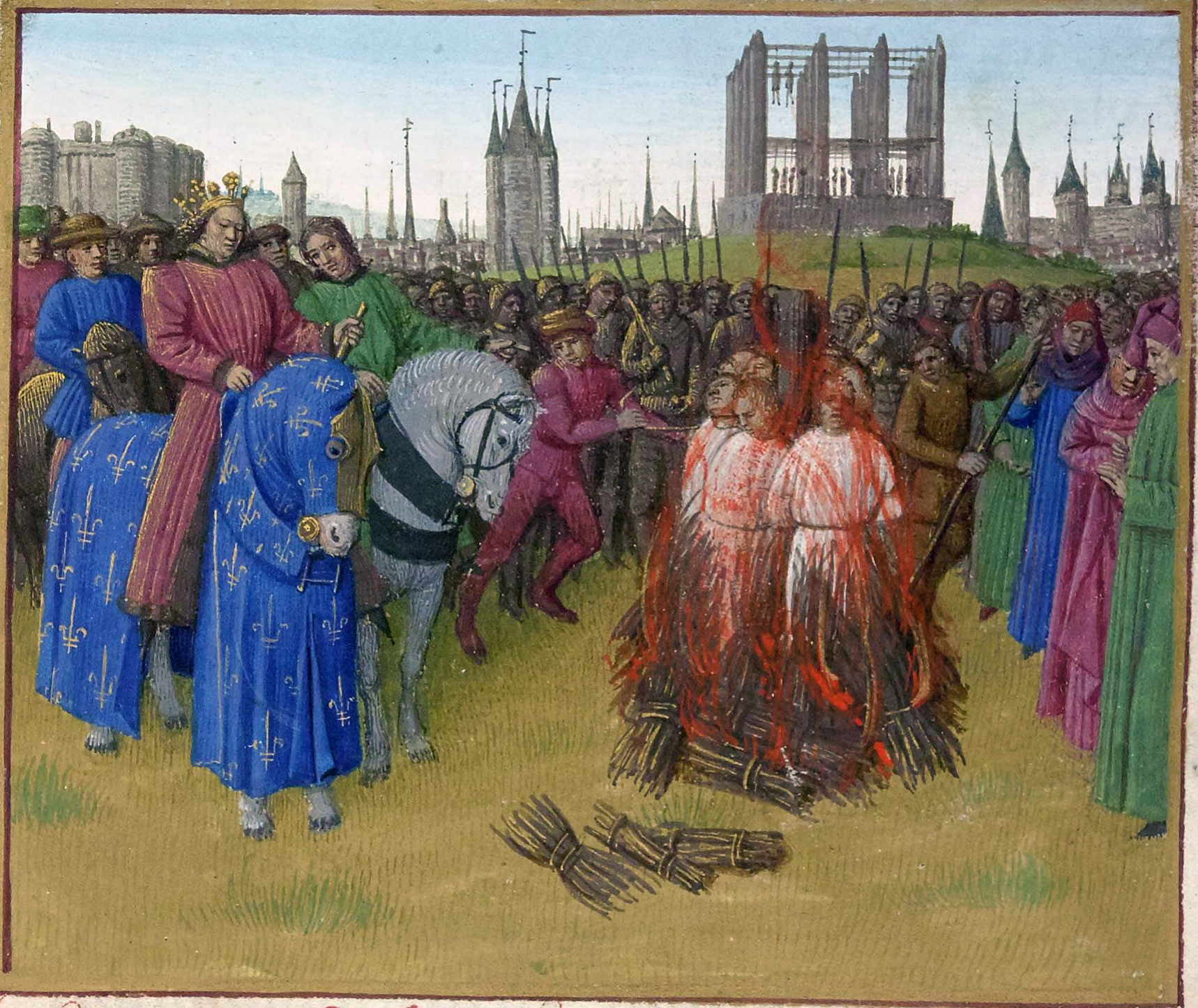
Die Hinrichtung der Amalrikaner; links König Philipp II. Buchmalerei von Jean Fouquet in einer Handschrift der Grandes Chroniques de France, Paris, Bibliothèque Nationale, Ms. fr. 6465, fol. 236 (um 1455/1460)

Die Amalrikaner (mittellateinisch Amauriani, französisch Amauriciens) waren eine religiöse Bewegung des frühen 13. Jahrhunderts in Frankreich, die sich auf die theologischen Lehren des 1205/1206 gestorbenen Magisters Amalrich von Bena berief. Inwieweit sie tatsächlich Amalrichs Position vertraten, ist unklar. Den Kern bildete eine Gruppe von Klerikern, die an der Universität von Paris an Amalrichs Unterricht teilgenommen hatten. Sie verbreiteten nach seinem Tod ihre Ideen in weiten Kreisen und wandten sich in der altfranzösischen Volkssprache an die Laien. Damit popularisierten sie eine theologische Thematik, die gewöhnlich nur von Gelehrten in mittellateinischer Sprache erörtert wurde. Nach wenigen Jahren machten sie sich mit ihrem Auftreten verdächtig; die Anführer wurden 1210 verhaftet, als Häretiker kirchlich verurteilt und großenteils auf dem Scheiterhaufen hingerichtet. In den frühen 1210er Jahren wurde die Bewegung anscheinend durch die Verfolgung vollständig ausgelöscht.
Da die Schriften der Amalrikaner vernichtet wurden, können ihre Lehren nur aus den Angaben der Gegner und einem überlieferten amalrikanischen Gebet rekonstruiert werden. Ihre Theologie und Naturphilosophie war pantheistisch. Sie meinten, Gott sei immer und überall in allem auf dieselbe Weise anwesend und wirksam. Von dieser Überzeugung ausgehend lösten sie sich von dem kirchlichen Dogma einer einzigartigen geschichtlichen Offenbarung Gottes in Christus. Unter „Auferstehung“ und „Himmelreich“ verstanden sie nichts anderes als die befreiende Erkenntnis der Wahrheit, unter „Hölle“ den Zustand der Unwissenheit. Wer die Wahrheit erkannt habe, der ersetze Glauben und Hoffnung durch Wissen und benötige die kirchlichen Sakramente nicht mehr. Das Heil erlange der Mensch durch die Einsicht, dass Gott in ihm und allen anderen ebenso wie in Christus Gestalt angenommen habe. Mit diesen Thesen formulierten sie eine radikale Alternative zur damals herrschenden kirchlichen Lehre.

## Der historische Verlauf

### Amalrich von Bena und seine Lehrtätigkeit
Der Gründer oder zumindest Inspirator der Gruppe war Amalrich von Bena (lateinisch Amalricus de Bena, französisch Amaury de Bène, auch Amalrich von Chartres). Er stammte aus dem Dorf Bène im Gebiet von Chartres, wurde wohl um 1140/1150 geboren und erhielt wahrscheinlich in Chartres seine erste Ausbildung. Entweder schon dort oder später an der Pariser Universität eignete er sich eine gründliche Kenntnis der Sieben Freien Künste (septem artes liberales) an. In Paris erwarb er den Grad eines Magister artium und damit die Qualifikation, in der Fakultät der Freien Künste zu lehren. Zuvor muss er bereits die niederen Weihen empfangen haben. An der Pariser Universität absolvierte er auch ein Theologiestudium, das er wohl mit dem Grad eines Magisters der Theologie abschloss. Zu einem unbekannten Zeitpunkt wurde er zum Priester geweiht. Als Lehrer genoss er einen ausgezeichneten Ruf, insbesondere auf dem Gebiet der Logik. Daher machte ihn König Philipp II. Augustus anscheinend zum Erzieher seines 1187 geborenen ältesten Sohnes und Thronfolgers, der später als Ludwig VIII. die Herrschaft antrat. Jedenfalls stand Amalrich zumindest zeitweilig dem Kronprinzen nahe.
Mit seinem sehr unkonventionellen Denken und seinem Widerspruchsgeist erregte Amalrich bei seinen Kollegen Anstoß; auch durch seine Lehrweise unterschied er sich von ihnen. Anscheinend lehrte er nicht an der theologischen Fakultät, sondern an der Fakultät der Freien Künste. Dennoch befasste er sich in seinem Unterricht auch mit theologischen Fragen. Dabei scheute er sich nicht, den traditionellen Konsens zu verlassen und allein gegen alle eine gewagte Außenseitermeinung zu vertreten. Er scharte einen großen Schülerkreis um sich.

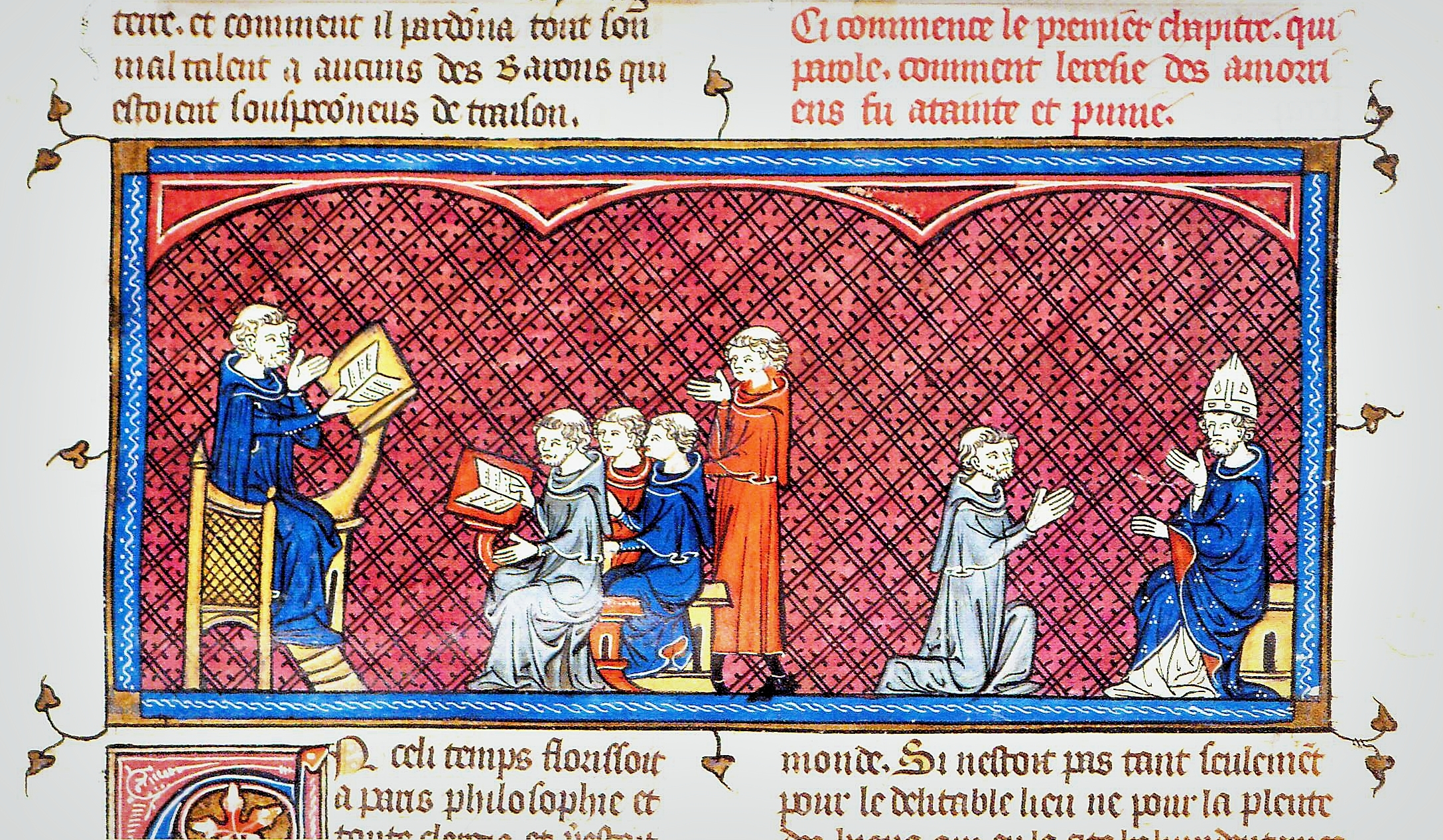
Amalrich von Bena lehrt an der Pariser Universität (links) und empfängt in Rom das Urteil des Papstes (rechts). Buchmalerei in einer Handschrift der Grandes Chroniques de France, London, British Library, Ms. Royal 16 G VI, fol. 368v (14. Jahrhundert)

Der zeitgenössische Geschichtsschreiber Guillelmus Brito berichtet von einem Konflikt, der schon zu Amalrichs Lebzeiten wegen der kühnen theologischen Behauptungen des eigenwilligen Magisters ausgebrochen sei. Nach der Darstellung des Guillelmus stieß Amalrich mit seinen Thesen auf den Widerspruch aller anderen Theologen. Da er nicht nachgegeben habe, sei der Fall Papst Innozenz III. vorgetragen worden. Amalrich sei nach Rom gereist, um seine Lehre dort zu verteidigen, doch habe der Papst sein Urteil gegen ihn gefällt. Nach seiner Rückkehr sei Amalrich von der Universität gezwungen worden, einen Widerruf zu leisten, doch habe er sich nur zum Schein von seinen Überzeugungen abgewandt. Die Niederlage habe ihn schwer getroffen, bald danach sei er tödlich erkrankt. Ob dieser Bericht glaubwürdig ist, ist in der Forschung umstritten. Dagegen spricht das Schweigen mancher anderer Quellen, in denen nicht davon die Rede ist, dass das kirchliche Lehramt schon vor dem Tod des Magisters eingeschritten sei. Daher verdient der Bericht des Guillelmus nach der Einschätzung von Ludwig Hödl keinen Glauben; Amalrich sei in Wirklichkeit bis zu seinem Tod unbehelligt geblieben. Anderer Meinung sind Johannes M. M. H. Thijssen und Paolo Lucentini. Sie halten die Überlieferung für vertrauenswürdig und sehen in dem Vorgang den ältesten dokumentierten Fall eines Lehrbeanstandungsverfahrens an der Pariser Universität. Da Amalrich 1205 oder 1206 starb, dürfte der Konflikt, falls er tatsächlich stattfand, um 1204/1205 ausgebrochen sein und die Verurteilung der „Irrlehre“ wohl 1205/1206 erfolgt sein.

### Die Entstehung und Ausbreitung der amalrikanischen Bewegung
Ob schon zu Amalrichs Lebzeiten eine zumindest locker organisierte Gruppe bestand, die seiner Lehre folgte, ist unbekannt. Jedenfalls lebte sein Gedankengut nach seinem Tod in der Schar seiner Schüler und Anhänger, der „Amalrikaner“ (Amauriani), fort. Der Kern der Gruppe, die sich offenbar organisatorisch konsolidierte, bestand aus Klerikern, darunter Magister der Universität, doch beschränkte sich die Bewegung nicht auf Gebildete. Die Amalrikaner traten aus dem engen Bereich der lateinischsprachigen Gelehrtenwelt, in dem sich ihr Lehrmeister bewegt hatte, heraus und bemühten sich mit beträchtlichem Erfolg, breitere Kreise für ihre Ideen zu gewinnen. Zu diesem Zweck wandten sie sich in der französischen Volkssprache an die Bevölkerung. Sie verbreiteten die neue Lehre in der Kirchenprovinz Sens, zu der neben dem Erzbistum Sens die Bistümer Auxerre, Chartres, Meaux, Nevers, Orléans, Paris und Troyes gehörten, sowie in den Bistümern Amiens und Langres. Amalrikanische Theologen, die in Paris studiert hatten, wurden Landseelsorger und trugen die Botschaft in ihre Pfarreien; Prediger waren vielerorts unterwegs. Dass diese Tätigkeit gefährlich war, war ihnen bewusst; aus den Angaben der Quellen geht hervor, dass sie einerseits große Resonanz suchten und unter den Ungebildeten starken Zuspruch fanden, andererseits aber heimlich und vorsichtig vorgehen mussten. Auch Frauen schlossen sich der Bewegung an. Von der Bevölkerung wurden die Amalrikaner auch Beginen und Papelarden genannt; offenbar setzte man sie mancherorts mit den Beginen und Begarden gleich, einer damals noch jungen spirituellen Strömung, die ebenfalls als Alternative zur herkömmlichen, gängigen religiösen Praxis wahrgenommen wurde. Zur schnellen und weiten Verbreitung des neuen Gedankenguts trug der Umstand bei, dass die Amalrikaner im Ruf der Ehrenhaftigkeit (honestas) und einer von Charakterstärke geprägten Lebensweise (vitae gravitas) standen. Eine hierarchische Organisation scheint bei ihnen nicht bestanden zu haben, doch gab es Wortführer (maiores), die anleitende und lehrende Funktionen übernahmen und die Botschaft als Prediger verkündeten.
Unklar ist, inwieweit die Thesen der Amalrikaner der authentischen Doktrin Amalrichs entsprachen. Es gab Handbücher, in denen die Lehre des verstorbenen Initiators der Bewegung systematisch dargestellt wurde (summe de doctrina Amalrici). Sie bildeten die theoretische Grundlage, aber anscheinend nicht im Sinne einer starr fixierten Dogmatik; vielmehr kam es nach Amalrichs Tod, der eine gravierende Zäsur darstellte, zu einer Weiterentwicklung und neuen Akzentsetzungen. Guillelmus Brito berichtet, die Häretiker hätten nach dem Tod ihres Lehrmeisters „neue und unerhörte Irrtümer und teuflische Erfindungen ersonnen“.

### Die Aufdeckung
Über die Aufdeckung der amalrikanischen Aktivitäten durch das kirchliche Lehramt liegen zwei zeitgenössische Berichte vor: die Darstellung des Guillelmus Brito und eine ausführlichere Schilderung im Dialogus miraculorum (Dialog über die Wunder) des Zisterziensermönchs Caesarius von Heisterbach. Caesarius widmete in seinem Werk den Amalrikanern ein umfangreiches Kapitel, das er im Jahr 1223 verfasste.
Nach Guillelmus’ Angaben kam die Nachricht von der neuen Häresie auf verborgenem Weg dem Bischof von Paris, Peter von Nemours (Pierre II de la Chapelle), zu Ohren. Auch Guérin (Garinus), der Kanzler von Frankreich, der ein bedeutender Ratgeber König Philipps II. war, erfuhr davon. Die beiden Würdenträger beschlossen, einen Magister namens Radulf von Namur als Spitzel in die verdächtige Bewegung einzuschleusen. Radulf war nach Guillelmus’ Worten ein listiger und wahrhaft katholischer Mann, der es „auf wunderbare Weise“ schaffte, sich bei den Amalrikanern als einer der ihren auszugeben. So gelang es ihm, ihr Vertrauen zu gewinnen. Er suchte sie einzeln auf und brachte sie im vertraulichen Gespräch dazu, ihm ihre Geheimnisse zu enthüllen. Nachdem er genug Belastungsmaterial gesammelt hatte, denunzierte er seine Gesprächspartner. Sie wurden verhaftet und nach Paris gebracht.
Eine davon etwas abweichende und detailliertere, aber im Wesentlichen mit Guillelmus’ Angaben vereinbare Schilderung bietet Caesarius von Heisterbach. Er erzählt, ein Anhänger der Bewegung namens Wilhelm „der Goldschmied“ sei zu Radulf (hier Rudolf) von Namur gekommen und habe sich als Bote Gottes ausgegeben, um ihn für die Häresie zu gewinnen. Wilhelm habe behauptet, es beginne nun das neue Zeitalter des Heiligen Geistes, in dem die kirchlichen Sakramente ihre Bedeutung verlören. Der Heilige Geist werde sich hauptsächlich durch sieben Männer offenbaren, von denen er, Wilhelm, einer sei. Überdies habe Wilhelm versucht, die Gunst Philipps II. zu erlangen, indem er prophezeit habe, dem König von Frankreich würden im neuen Zeitalter alle Reiche untertan sein. Radulf habe ihn gefragt, ob er noch Gefährten habe, denen eine solche Offenbarung zuteilgeworden sei. Darauf habe Wilhelm enthüllt, dass er viele Gleichgesinnte habe, und habe Namen genannt. Nun habe Radulf die Gefahr erkannt, die von dieser Häresie für die Kirche ausgegangen sei. Er habe dem Bischof von Paris und einigen führenden Theologen von der Begegnung mit dem Irrlehrer berichtet. Diese hätten daraufhin Radulf und einen weiteren Priester beauftragt, so zu tun, als gehörten sie zu den Amalrikanern, und deren Lehren gründlich zu erkunden. Wenn sie diesen Auftrag ausführten, könnten sie damit Vergebung ihrer Sünden erlangen.
Nach Caesarius’ Darstellung folgten die beiden Priester der Anweisung. Mit den Wanderpredigern der Amalrikaner durchzogen sie in drei Monaten die Bistümer Paris, Langres und Troyes und das Erzbistum Sens und stießen dabei auf zahlreiche Anhänger der Häresie. Um das volle Vertrauen der Häretiker zu gewinnen, habe Radulf manchmal die Augen nach oben gerichtet und so getan, als würde sein Geist in den Himmel entrückt. Später habe er bei den Zusammenkünften erzählt, was er jeweils in seiner angeblichen Vision gesehen habe. Schließlich hätten die beiden Spione dem Bischof von Paris Bericht erstattet. Darauf habe dieser die Verhaftung der Irrlehrer veranlasst.
Vierzehn führende Amalrikaner wurden an verschiedenen Orten festgenommen; nur einer von ihnen hatte sich in Paris aufgehalten. Sie sind namentlich bekannt. Wahrscheinlich waren sie ausnahmslos Kleriker. Drei waren Magister, sieben weitere hatten an der Universität eine theologische Ausbildung erhalten. Auch der „Goldschmied“ Wilhelm, von dem Caesarius von Heisterbach berichtet, war kein einfacher Handwerker, sondern ein ausgebildeter Theologe; vermutlich bezog sich die Bezeichnung „Goldschmied“ auf seine Beschäftigung mit Alchemie, war also ein Beiname und keine Berufsangabe. Nach der Verhaftung wurden sie sogleich mit einer Liste ihrer Irrtümer konfrontiert; somit hatte Radulf Aufzeichnungen über ihre Aussagen angefertigt. Charakteristisch für die kirchliche Vorgehensweise ist, dass der Pariser Bischof von Anfang an eng mit den Theologen der Universität zusammenarbeitete. Bei der Gruppe von Theologen, die nach Caesarius’ Angaben gemeinsam mit dem Bischof den Auftrag zum Ausspionieren der Häretiker erteilte, handelte es sich offenbar um eine Kommission, die eigens zur fachlichen Begutachtung der Häresie gebildet worden war. Durchgegriffen wurde nur gegen die maiores, die gebildeten Wortführer der Bewegung, die dem geistlichen Stand angehörten. Auf eine Verfolgung und Bestrafung der Laien verzichtete der Bischof; Guillelmus Brito teilt mit, die Frauen „und die übrigen Einfältigen“, die von den maiores verführt und verdorben worden seien, seien verschont worden.
Offenbar waren die kirchlichen Behörden gegen Ende 1209 oder zu Beginn des Jahres 1210 auf die neue Häresie aufmerksam geworden und hatten dann die Amalrikaner einige Monate lang ausspionieren lassen, um Beweismaterial zu sammeln. Die Verhaftung erfolgte wohl im Mai oder Juni 1210. Da es sich um Kleriker handelte, war beim Vorgehen gegen sie die Kompetenzverteilung zwischen Staat und Kirche heikel. Vermutlich steht mit der Inhaftierung der Amalrikaner ein Dekret in Zusammenhang, das König Philipp II. im Mai 1210 erließ. Darin regelte er das Vorgehen staatlicher Behörden bei Delikten von Klerikern und betonte, dass diese der geistlichen Gerichtsbarkeit unterstellt und daher ihr zu übergeben seien.

### Die Verurteilung und Hinrichtung
Für die Geschichte des Kirchenrechts ist der Prozess gegen die Amalrikaner von besonderer Bedeutung, da es sich um den ersten bezeugten Fall handelt, in dem die neuen Bestimmungen für das Inquisitionsverfahren, die Papst Innozenz III. entwickelt hatte, zur Anwendung kamen. Innozenz hatte die Vorgehensweise bei Verfahren wegen Häresie in päpstlichen Dekretalen festgelegt, die 1210 als Teil der Collectio tertia, der „dritten Sammlung“ kirchenrechtlich verbindlicher päpstlicher Vorschriften, in das Gesetzbuch der Kirche aufgenommen wurden. Häretikerprozesse wurden vor kirchlichen Gerichtshöfen geführt. Bei der Tatbestandserhebung hatten die Richter weitgehend freie Hand. Sie konnten nach Belieben Verhöre durchführen, Zeugen befragen oder ein Expertengremium von Theologen konsultieren.
Von den Prozessakten ist ein Fragment überliefert, das Einblick in die Verhörpraxis gibt. Es informiert über die Geständnisse von vier gerichtlich Befragten. Die Anklageschrift (cedula) enthielt die Artikel der Anklage, die dem Beschuldigten in Gegenwart des Bischofs vorgelesen wurden. Sie zählte die „Irrtümer“ – häretische Thesen – auf, deren Verbreitung ihm zur Last gelegt wurde. Darauf hatte er zu bestätigen, dass er das Vorgelesene gehört hatte, und mitzuteilen, ob er es verstanden hatte oder nicht. Wenn er es verstanden hatte, hatte er Gelegenheit, entweder zu widersprechen, indem er die Vorwürfe bestritt, oder ein Schuldbekenntnis abzulegen. Alle vier Angeklagten gaben ihre Schuld zu und bekannten, dass sie einem Irrtum erlegen seien. Einer von ihnen erklärte, er habe die Anklage nur teilweise verstanden. Wahrscheinlich wurde die Folter nicht angewendet, denn die Angeklagten gaben bereitwillig Auskunft. Nach den Angaben der Quellen bestritten manche Amalrikaner den Tatbestand nicht, sie hielten an ihren häretischen Überzeugungen fest und verteidigten sie. Einer von ihnen namens Bernhard behauptete, er könne, was sein eigentliches Sein betreffe (in quantum erat), weder verbrannt noch anderen Qualen unterworfen werden, denn hinsichtlich dessen, was er wirklich sei, sei er Gott. Damit nahm er auf die Vorstellung Bezug, dass im Menschen eine göttliche Instanz präsent sei, die das Wesen der Person ausmache und von den Wechselfällen des Schicksals unberührt bleibe.
Auf das Beweisverfahren folgte das Urteil. Da die Angeklagten Kleriker waren, konnte der Pariser Bischof die Entscheidung nicht allein fällen. Nach den kirchenrechtlichen Vorschriften musste in solchen Fällen eine Provinzialsynode der zuständigen Kirchenprovinz der Verurteilung zustimmen; wenn ein Angeklagter Priester war, war die Beteiligung von sechs Bischöfen erforderlich. Daher wurde die Angelegenheit einer Synode vorgetragen, die in Paris unter dem Vorsitz des Erzbischofs von Sens, Petrus von Corbeil, zusammentrat. Die Diözese Paris gehörte damals zur Kirchenprovinz Sens. Möglicherweise wurde die Versammlung eigens zum Zweck der Verurteilung der Amalrikaner einberufen. Wahrscheinlich tagte sie im September oder Oktober 1210. Außer dem Erzbischof waren die Bischöfe von Paris (Pierre II. de la Chapelle),  Orléans (Manassé de Seignelay), Troyes (Hervée de Troyes), Nevers (Guillaume I. de Saint-Lazare), Meaux (Geoffroi de Tressy), Chartres (Renaud de Bar) und Auxerre (Guillaume de Seignelay) beteiligt. Auch die Magister der Theologie, die an der Pariser Universität lehrten, waren anwesend. Nur der Erzbischof war Richter, die anderen Versammlungsteilnehmer fungierten als seine Berater. Da Geständnisse vorlagen, unterlag der Tatbestand der Häresie keinem Zweifel; außerdem zeigten manche Amalrikaner keinerlei Reue, sondern bekannten sich offen zu ihren Überzeugungen. Daher war der Schuldspruch unvermeidlich.
Das Urteil folgte den Vorgaben der Gesetzgebung Innozenz’ III. Eine wesentliche Neuerung der Bestimmungen dieses Papstes war die Übertragung eines Konzepts des römischen Rechts auf das Kirchenrecht. Nach dem römischen Recht war die Majestätsbeleidigung (crimen laesae maiestatis) ein schweres Verbrechen. Davon ausgehend konstruierte Innozenz eine Analogie zwischen der weltlichen Majestät, dem Kaiser, und der himmlischen Majestät, Christus. Demnach beging ein Häretiker eine Majestätsbeleidigung gegen den Weltherrscher Christus. Daher reichten in schweren Fällen von Häresie die üblichen Maßnahmen kirchlicher Disziplinierung – schlimmstenfalls Exkommunikation (Verlust der Kirchengemeinschaft) – nicht aus; vielmehr erschien für ein Vergehen gegen die Majestät Christi nur die härteste Strafe als angemessen, falls der Täter keine Reue zeigte. Kirchliche Gerichte durften aber keine Todesurteile verhängen. Daher mussten häretische Kleriker nach den Bestimmungen des Papstes zunächst ihrer geistlichen Würden entkleidet und in den Laienstand versetzt werden; damit verloren sie das Privileg, nur der kirchlichen Gerichtsbarkeit zu unterliegen. Nach der Feststellung ihrer Schuld durch das kirchliche Gericht waren sie zur Bestrafung der weltlichen Gewalt zu übergeben. Diese fällte dann auf jeden Fall das Todesurteil und vollzog es.

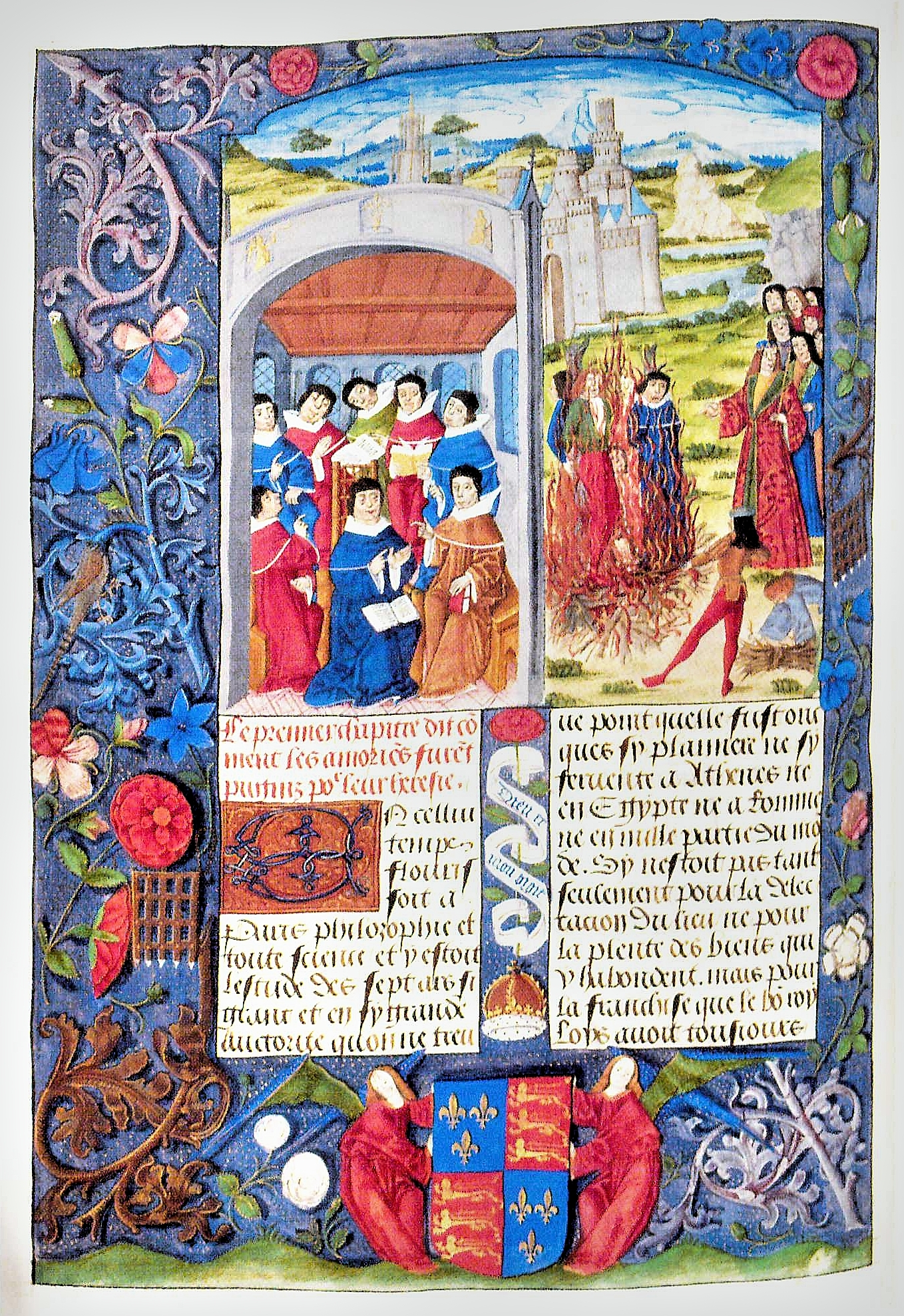
Die Hinrichtung der Amalrikaner; rechts König Philipp II. Buchmalerei in einer 1487 angefertigten Handschrift der Grandes Chroniques de France, London, British Library, Ms. Royal 20 E III, fol. 177v

Die Synode befand, dass sich die vierzehn angeklagten Amalrikaner der Häresie schuldig gemacht hätten. Alle wurden aus dem geistlichen Stand entfernt. Vier von ihnen wurden zu lebenslanger Haft – wohl in einem Kloster – verurteilt. Die übrigen übergab das kirchliche Gericht zur Bestrafung Beauftragten des Königs. Diese zehn Amalrikaner wurden am 20. November 1210 auf Befehl Philipps II. in Les Champeaux (lateinisch Campellus) außerhalb der Stadtmauern von Paris, im heutigen Quartier des Halles, öffentlich verbrannt. Eine große Zuschauermenge verfolgte die Hinrichtung, auch der König war anwesend. Zwei Zeitgenossen, Caesarius von Heisterbach und der unbekannte Verfasser eines Eintrags in der Chronica de Mailros, berichten übereinstimmend von der Hartnäckigkeit der Verurteilten, denen bis zum Schluss die Schuldeinsicht gefehlt habe. Caesarius schreibt über die Hinrichtung: „In geistiger Verhärtung gaben sie auf keine Frage eine Antwort und gaben nicht einmal im Augenblick des Todes ein Zeichen der Reue.“

### Weitere kirchliche Maßnahmen
Die Synode von 1210 stellte fest, dass der vor vier Jahren verstorbene Amalrich ein Häretiker gewesen sei, und exkommunizierte ihn postum. Sie ordnete die Entfernung seines Leichnams aus der geweihten Erde des Friedhofs an. Die Gebeine wurden exhumiert und auf dem Schindanger verscharrt. Außerdem beschloss die Synode, dass jeder, der volkssprachliche theologische Schriften der Amalrikaner oder Abschriften ihrer altfranzösischen Fassungen des Glaubensbekenntnisses und des Vaterunsers besaß, diese bis spätestens zum Fest Mariä Lichtmess (2. Februar 1211) seinem Diözesanbischof auszuhändigen hatte. Wer nach diesem Tag noch im Besitz solcher Texte angetroffen würde, sollte als Häretiker behandelt werden.
Die Nachforschungen nach weiteren Anhängern der Häresie wurden fortgesetzt; so wurde 1211 im Bistum Langres gegen einen renommierten Magister ermittelt. Dieser hatte nach den Angaben der Weltchronik von Saint-Martin in Laon (Chronicon universale Laudunense) versucht, die Gräfin Blanka von Champagne für seine Ideen zu gewinnen. Sein „Betrug“ sei aufgedeckt worden, doch habe er sich durch eine Appellation an den Papst retten können. Allerdings geht aus einem päpstlichen Schreiben vom 17. März 1211 hervor, dass der Beschuldigte zwar tatsächlich nach Rom geflohen war, aber Innozenz III. keine Entscheidung traf, sondern eine Klärung des Falls in Frankreich anordnete. 1212 wurde in Amiens ein Magister namens Godinus als Amalrikaner verurteilt und verbrannt. Eine zentrale Rolle spielte bei der Häretikerverfolgung der Theologe – ab 1212 Kardinal – Robert von Courson, der von Anfang an maßgeblich an den Ermittlungen beteiligt gewesen war. Er genoss das besondere Vertrauen des Papstes, der ihn 1213 zu seinem Legaten in Frankreich ernannte. Das Vierte Laterankonzil verurteilte 1215 Amalrichs Lehre als „höchst pervers“ und konstatierte, der „Vater der Lüge“ – der Teufel – habe ihn so verblendet, dass seine Lehre eher als verrückt (insana) denn als häretisch einzuschätzen sei. In den 1215 in Kraft getretenen Statuten der Fakultät der Freien Künste an der Pariser Universität wurde die Verwendung von Schriften über die Lehre Amalrichs im Unterricht verboten.
In der Folgezeit traten keine bekennenden Anhänger der verurteilten Lehre mehr in Erscheinung. Allerdings behauptete der Kanonist Heinrich von Susa („Hostiensis“), es seien 1215 zur Zeit des Vierten Laterankonzils noch einstige Schüler Amalrichs am Leben gewesen, deren Namen man aus Anstand verschweigen solle. Aus Rücksicht auf diese Personen, denen Respekt gebühre, habe das Konzil bei der Verurteilung der Irrlehre auf nähere Angaben zu deren Inhalt verzichtet. Vermutlich handelte es sich bei den ehemaligen Schülern des Magisters um Mächtige am französischen Königshof, wo Amalrich Lehrer des Kronprinzen gewesen war. Ihnen, insbesondere dem künftigen König Ludwig VIII., musste um 1215 ihre einstige Verbindung mit dem Urheber der Häresie peinlich sein. Nach seiner Thronbesteigung legte Ludwig VIII. im Jahr 1226 fest, dass Häresie regelmäßig mit dem Feuertod zu bestrafen war.

### Inhalt

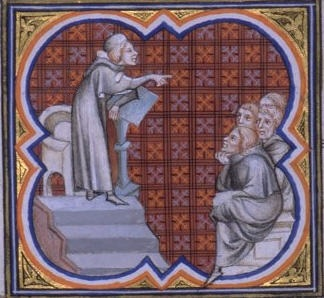
Amalrich von Bena erteilt Unterricht. Buchmalerei in einer Handschrift der Grandes Chroniques de France, Paris, Bibliothèque Nationale, Ms. fr. 2813 (spätes 14. Jahrhundert)

## Die amalrikanischen Lehren

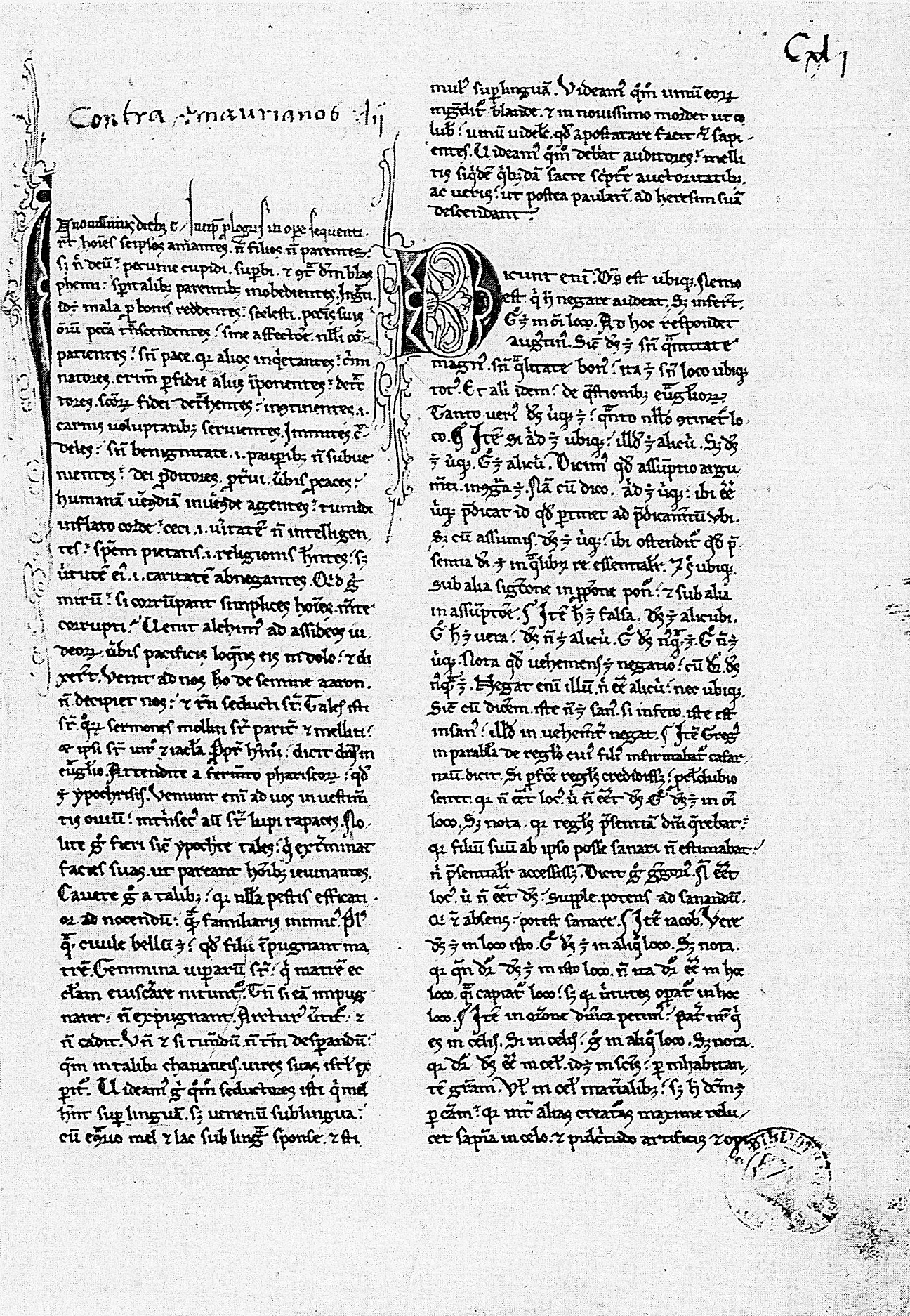
Der Anfang der Streitschrift Gegen die Amalrikaner in der einzigen erhaltenen Handschrift, Troyes, Bibliothèque municipale, 1301, fol. 141r (frühes 13. Jahrhundert)